# Congrès universel d'espéranto de 1909
Pour un article plus général, voir Congrès universel d'espéranto.
Le congrès universel d’espéranto de 1909 est le 5e congrès universel d’espéranto, organisé en août 1909, à Barcelone, en Espagne. 